# 森宮野原駅
森宮野原駅（もりみやのはらえき）は、長野県下水内郡栄村大字北信にある、東日本旅客鉄道（JR東日本）飯山線の駅である。
長野県最北端に位置する駅であり、新潟県境に近接している 。2010年（平成22年）4月1日付けの支社管轄割り当て見直しで、長野支社の管轄エリアも当駅までとなり、当駅以東は新潟支社の管轄となる。

## 歴史
1925年（大正14年）11月、飯山鉄道の西大滝駅 - 森宮野原駅間の開通の際に、長野県下水内郡水内村大字北信に開業した。駅名は、下水内郡水内村大字北信字森と、千曲川（信濃川）を渡った先にある新潟県中魚沼郡上郷村大字宮野原（現：津南町上郷宮野原）の、2つの地名に由来している。

### 年表
- 1925年（大正14年）11月19日：飯山鉄道・西大滝駅 - 森宮野原駅間開通にあたり開業[3]。
- 1927年（昭和2年）8月1日：飯山鉄道・森宮野原駅 - 越後外丸駅（現：津南駅）間が延伸開業し、終着駅ではなくなる[4]。
- 1944年（昭和19年）6月1日：国有化され、運輸通信省（のちの日本国有鉄道）飯山線の駅となる[5]。
- 1982年（昭和57年）10月31日：貨物の取り扱いを廃止[6]。
- 1984年（昭和59年）2月1日：荷物の扱いを廃止[7]。
- 1987年（昭和62年）4月1日：国鉄分割民営化により、東日本旅客鉄道の駅となる[7]。
- 1995年（平成7年）3月15日：飯山線CTC化により、簡易委託駅となる[8][9]。
- 2003年（平成15年）9月：初代駅舎の解体と2代目駅舎の建設が始まる[10]。
- 2004年（平成16年）
  - 3月30日：2代目駅舎が竣工[11]。
  - 4月1日：駅舎がオープン[2][11]。
- 2011年（平成23年）
  - 3月12日：長野県北部地震の影響でホームの一部が崩れる被害が起きる。また、地震の影響で、戸狩野沢温泉 - 十日町駅間の上下線で終日運転を見合わせた。
  - 4月29日：運転を再開。

## 駅構造
島式ホーム1面2線および側線、貨物ホーム1面1線（通常不使用）を有する地上駅である。駅舎はホームの南側にあり、構内踏切でつながっている。
タブレット閉塞が行われたころは終日社員が配置されていたが、1995年（平成7年）に行われた飯山線のCTC化と同時に簡易委託駅となった。駅の管理は飯山駅が行っている。開業当初からの木造駅舎は小さな平屋建てであったが、2003年（平成15年）から翌2004年（平成16年）にかけて工事が行われ、2004年（平成16年）4月には交流館「ふきのとう」を併設した二代目駅舎が竣工した。夜間滞泊は2本設定されている。
当駅では1945年（昭和20年）2月12日に7.85メートルの積雪を記録し、それを示すメジャーが横倉方面のトンネル寄りのホーム端に立てられていた。1990年（平成2年）1月には、新たに構内にJR東日本最高積雪地点を示す標柱が設置された。

### のりば
| 番線 | 路線    | 方向 | 行先         |
| ---- | ------- | ---- | ------------ |
| 1    | ■飯山線 | 上り | 長野方面     |
| 2    | ■飯山線 | 下り | 越後川口方面 |

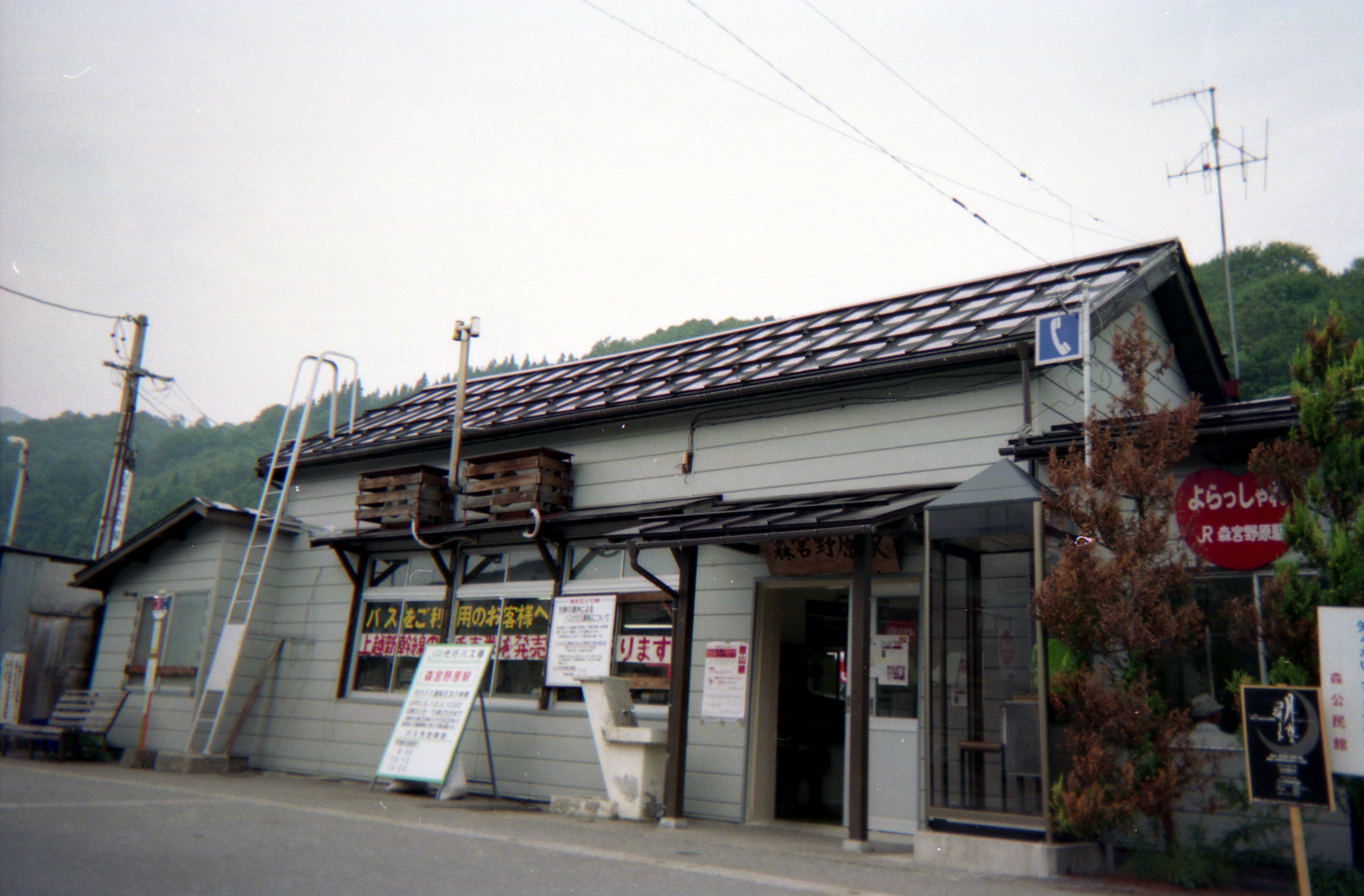
改築前の駅舎（1994年9月）
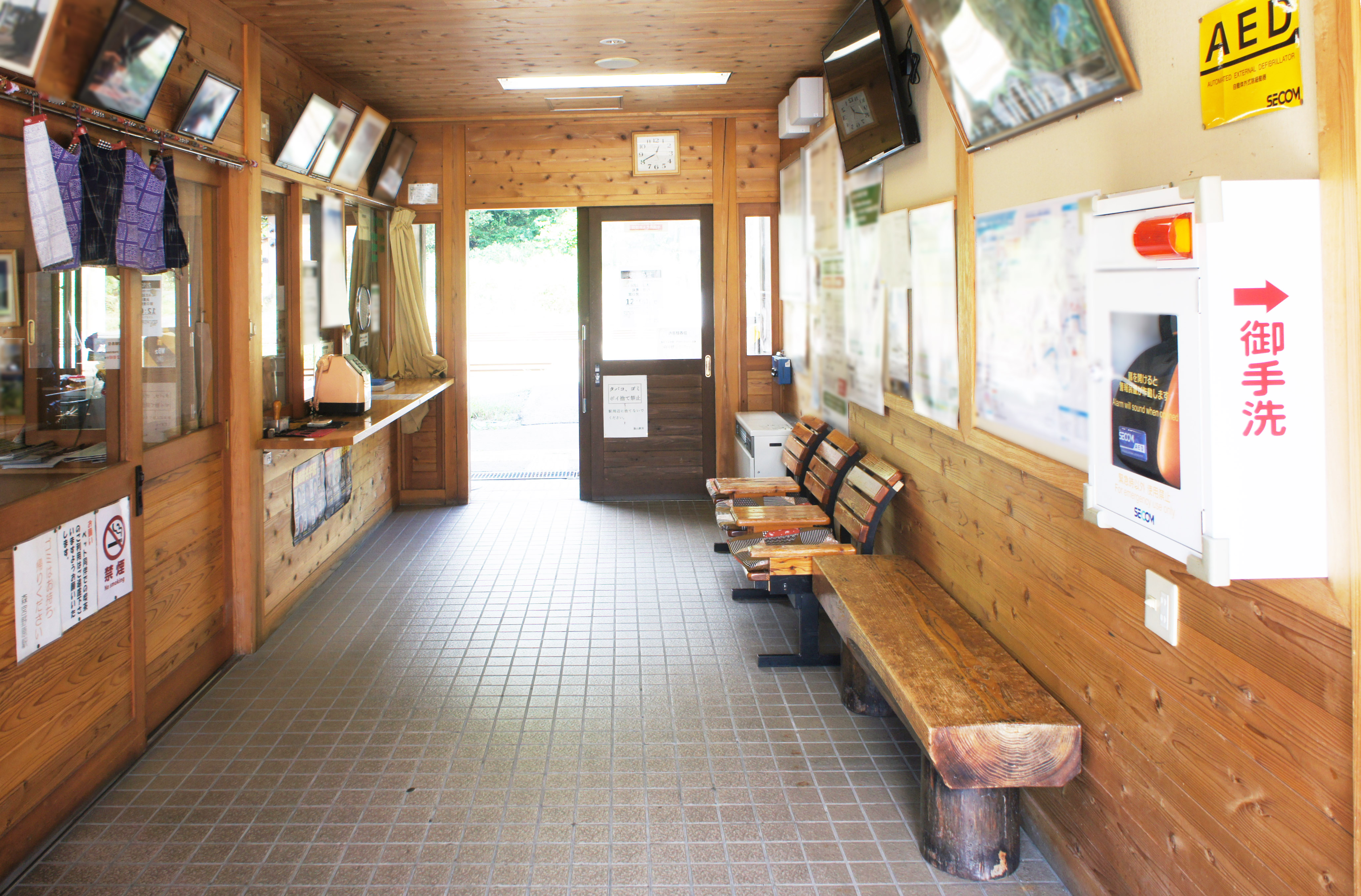
待合室（2021年9月）
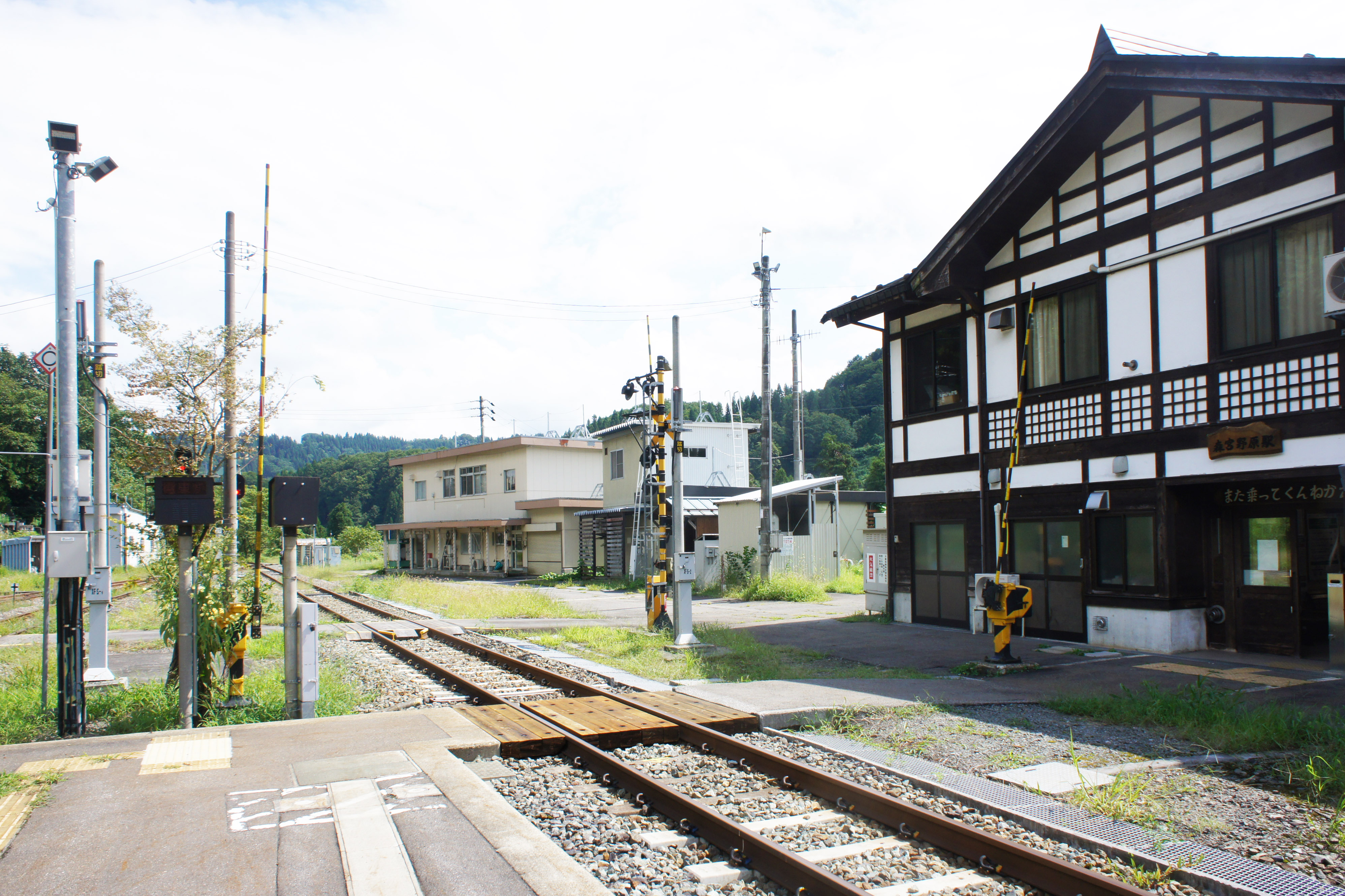
構内踏切（2021年9月）
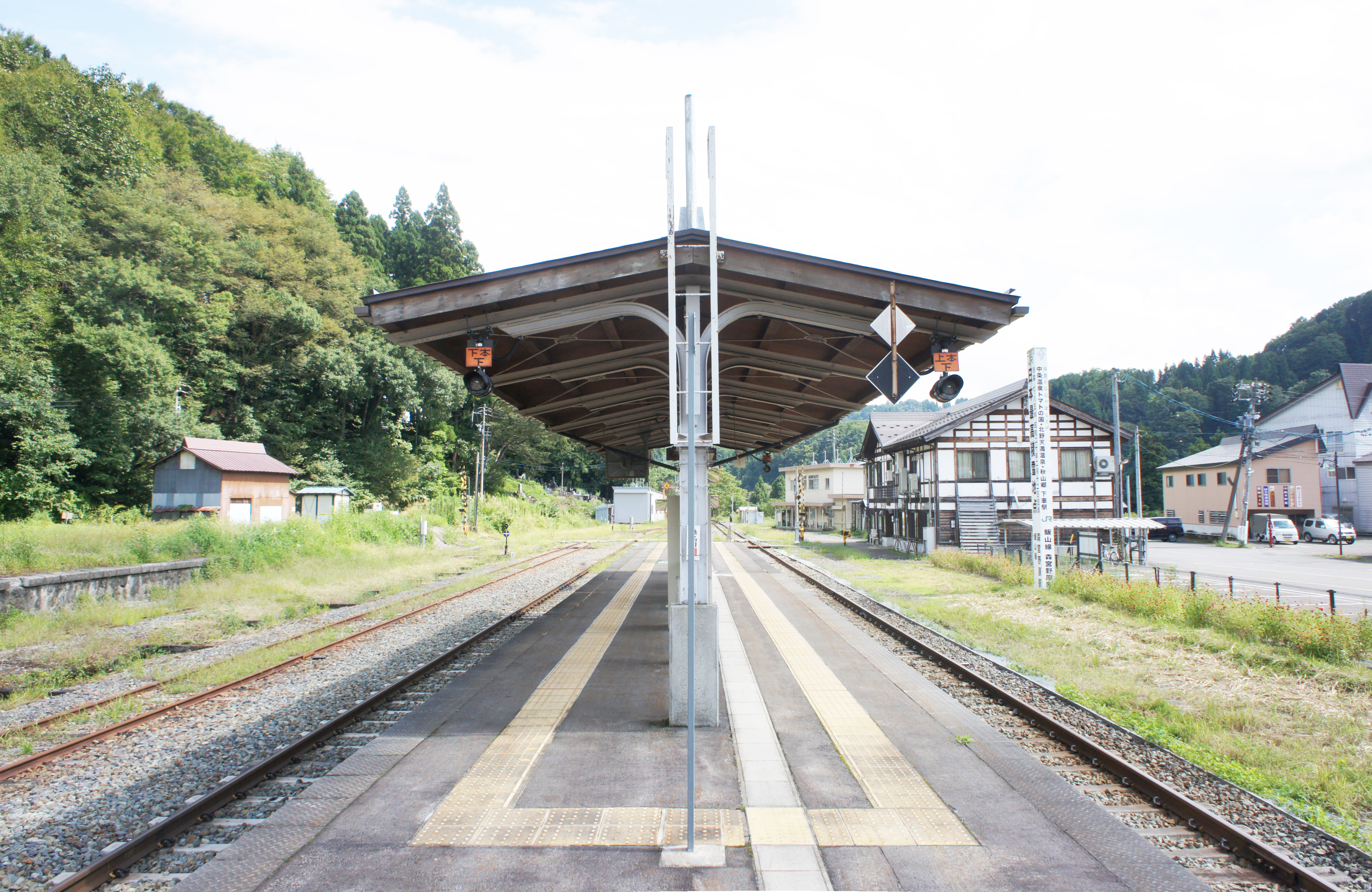
ホーム（2021年9月）
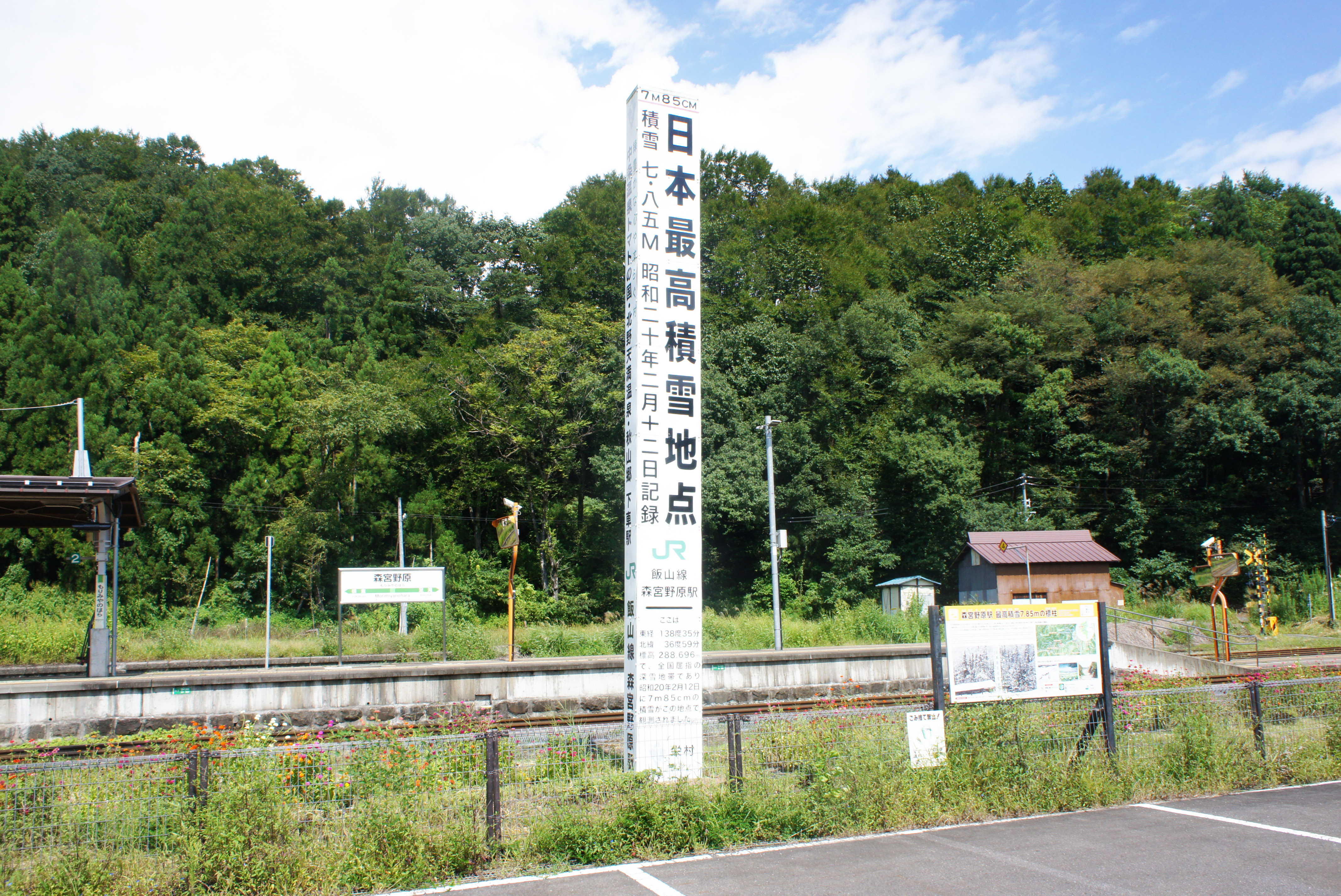
JR日本最高積雪地点を示す標柱（2021年9月）

## 利用状況
JR東日本によると、2023年度（令和5年度）の1日平均乗車人員は13人である。
2000年度（平成12年度）以降の推移は以下のとおりである。
| 1日平均乗車人員推移 | 1日平均乗車人員推移 | 1日平均乗車人員推移 | 1日平均乗車人員推移 | 1日平均乗車人員推移 |
| 年度                | 定期外              | 定期                | 合計                | 出典                |
| ------------------- | ------------------- | ------------------- | ------------------- | ------------------- |
| 2000年（平成12年）  |                     |                     | 76                  | [ 利用客数 2 ]      |
| 2001年（平成13年）  |                     |                     | 74                  | [ 利用客数 3 ]      |
| 2002年（平成14年）  |                     |                     | 75                  | [ 利用客数 4 ]      |
| 2003年（平成15年）  |                     |                     | 70                  | [ 利用客数 5 ]      |
| 2004年（平成16年）  |                     |                     | 84                  | [ 利用客数 6 ]      |
| 2005年（平成17年）  |                     |                     | 70                  | [ 利用客数 7 ]      |
| 2006年（平成18年）  |                     |                     | 80                  | [ 利用客数 8 ]      |
| 2007年（平成19年）  |                     |                     | 72                  | [ 利用客数 9 ]      |
| 2008年（平成20年）  |                     |                     | 92                  | [ 利用客数 10 ]     |
| 2009年（平成21年）  |                     |                     | 85                  | [ 利用客数 11 ]     |
| 2010年（平成22年）  |                     |                     | 83                  | [ 利用客数 12 ]     |
| 2011年（平成23年）  |                     |                     | 71                  | [ 利用客数 13 ]     |
| 2012年（平成24年）  | 19                  | 48                  | 67                  | [ 利用客数 14 ]     |
| 2013年（平成25年）  | 20                  | 40                  | 60                  | [ 利用客数 15 ]     |
| 2014年（平成26年）  | 10                  | 35                  | 45                  | [ 利用客数 16 ]     |
| 2015年（平成27年）  | 10                  | 32                  | 43                  | [ 利用客数 17 ]     |
| 2016年（平成28年）  | 9                   | 30                  | 40                  | [ 利用客数 18 ]     |
| 2017年（平成29年）  | 9                   | 29                  | 39                  | [ 利用客数 19 ]     |
| 2018年（平成30年）  | 6                   | 27                  | 34                  | [ 利用客数 20 ]     |
| 2019年（令和元年）  | 5                   | 22                  | 28                  | [ 利用客数 21 ]     |
| 2020年（令和02年）  | 2                   | 24                  | 27                  | [ 利用客数 22 ]     |
| 2021年（令和03年）  | 2                   | 18                  | 21                  | [ 利用客数 23 ]     |
| 2022年（令和04年）  | 3                   | 15                  | 19                  | [ 利用客数 24 ]     |
| 2023年（令和05年）  | 4                   | 9                   | 13                  | [ 利用客数 1 ]      |

## 駅周辺
付近は新潟県との県境が近く北へ約800メートルのところに県境が通っている。また、長野県内を流れる千曲川は、県境を越え新潟県に入ると、信濃川と呼ばれるようになる。
- 千曲川（信濃川）

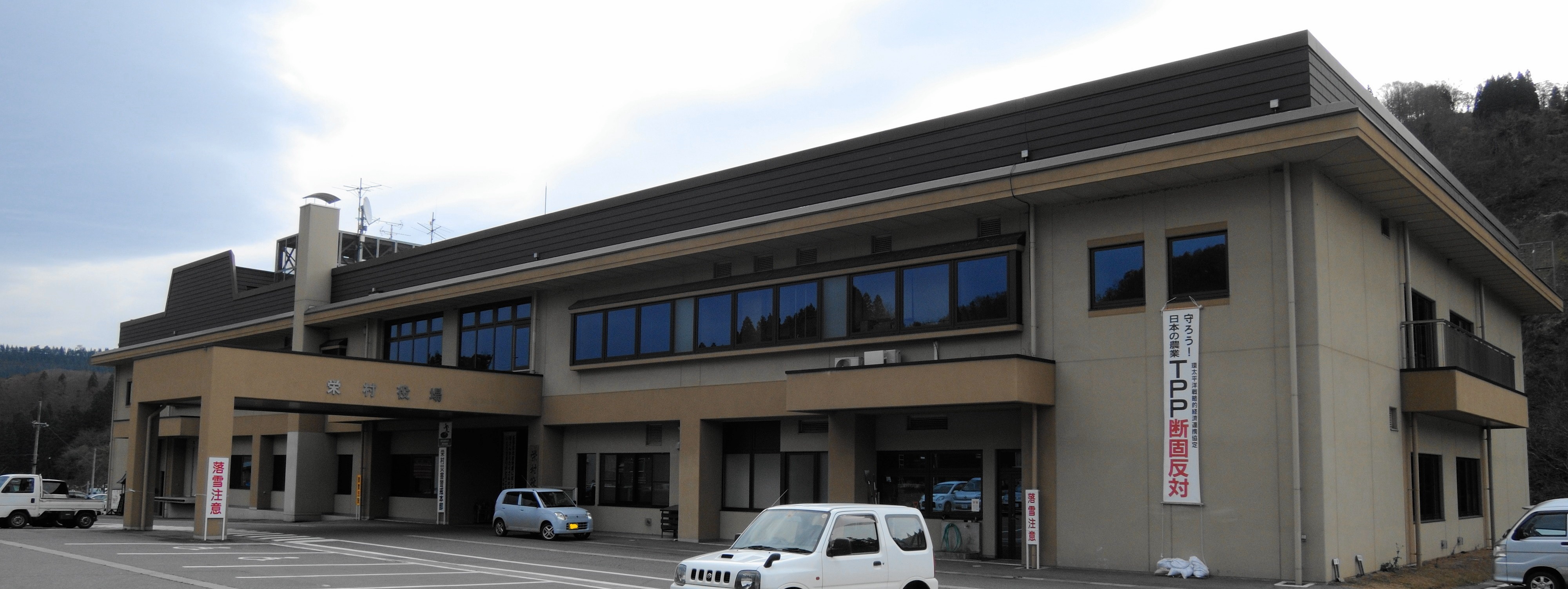
栄村役場
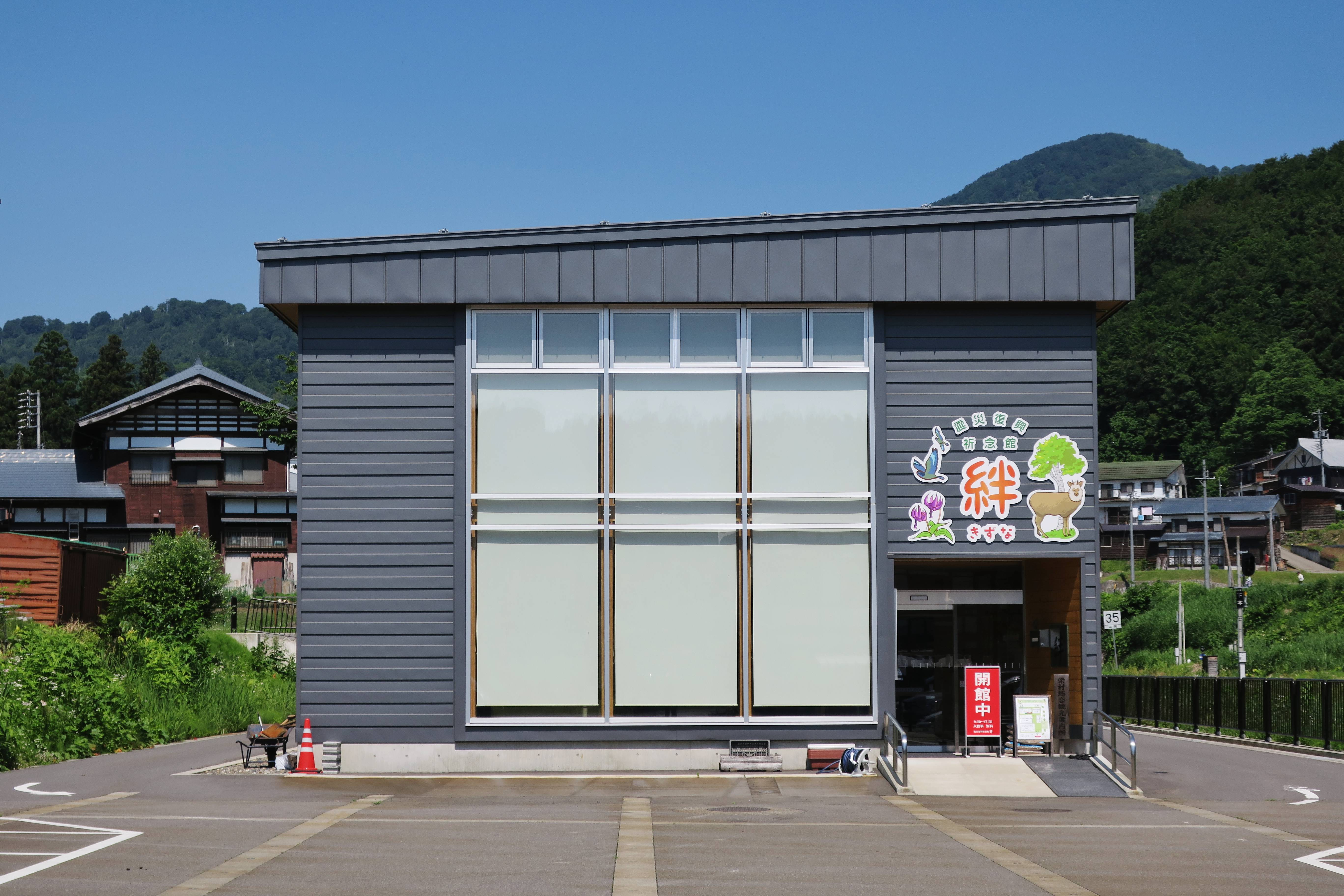
栄村震災復興祈念館「絆」（栄村森宮野原駅前複合施設）
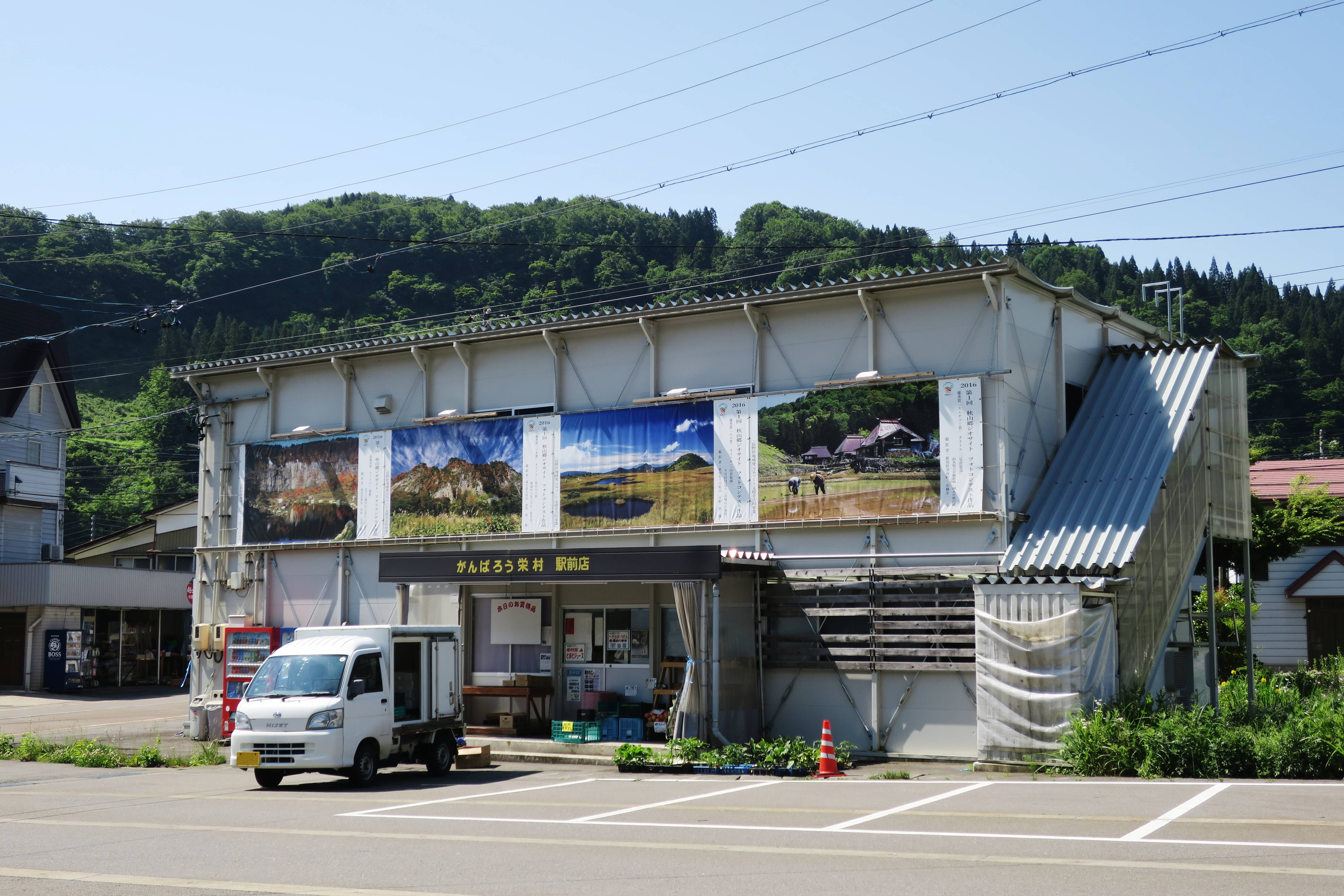
がんばろう栄村 駅前店[14] - 休業[15]。
- 国道117号
- 道の駅信越さかえ[2] - 栄村物産館またたび、さかえミルク工房マテリアーレなどの施設が入居している。
- 角万食堂 - 森宮野原駅の傍
- 中条温泉 トマトの国[2]

- 栄村役場
- 栄村震災復興祈念館
- がんばろう栄村

## バス路線
「森宮野原駅前」バス停にて、南越後観光バスの路線バスが発着する。
- 森宮野原駅＝津南＝清津峡＝越後湯沢線[16][17]
- 津南＝森宮野原＝百ノ木線[18][19]

## 隣の駅
東日本旅客鉄道（JR東日本）
■飯山線
横倉駅 - 森宮野原駅 - 足滝駅

### 記事本文
1. 1 2 3 4 5 6 7 8 9 10 11  『週刊 JR全駅・全車両基地』 21号 新潟駅・弥彦駅・津南駅ほか、朝日新聞出版〈週刊朝日百科〉、2012年12月30日、26頁。
2. 1 2 3 4 5 6 7 8  信濃毎日新聞社出版部『長野県鉄道全駅 増補改訂版』信濃毎日新聞社、2011年7月24日、50頁。ISBN 9784784071647。
3. 1 2  「地方鉄道運輸開始」『官報』第3981号、内閣印刷局、12頁、1925年12月1日。NDLJP:2956131/7。
4. ↑  「地方鉄道運輸開始」『官報』第185号、内閣印刷局、258頁、1927年8月10日。NDLJP:2956645/4。
5. ↑  「運輸通信省告示第二百五十号 相模鐵道株式會社所屬茅ヶ崎橋本間及寒川四ノ宮間鐵道等ヲ買收運輸營業開始」『官報』第5208号、印刷局、441–442頁、1944年5月27日。NDLJP:2961710/3。
6. ↑  「日本国有鉄道公示第142号」『官報』1982年10月30日。
7. 1 2  石野哲 編『停車場変遷大事典 国鉄・JR編 Ⅱ』JTB、1998年、593頁。ISBN 978-4-533-02980-6。
8. ↑  “村のあゆみ（平成元年～平成10年）”.   栄村役場 (2016年7月5日). 2017年5月14日時点のオリジナルよりアーカイブ。2023年2月13日閲覧。
9. 1 2  「JR長野支社 進む飯山線近代化 CTC、PRC化が完了」『交通新聞』交通新聞社、1995年3月20日、3面。
10. ↑  “村のあゆみ（平成11年～平成20年）”.   栄村役場 (2016年7月5日). 2017年5月14日時点のオリジナルよりアーカイブ。2023年2月13日閲覧。
11. 1 2  「栄村のJR森宮野原駅舎 きょう「交流館」完成式 来月オープン」『信濃毎日新聞 朝刊』信濃毎日新聞社、2004年3月30日、19面。
12. 1 2  “JR東日本：駅構内図・バリアフリー情報（森宮野原駅）”.   東日本旅客鉄道. 2025年5月10日閲覧。
13. ↑  “賢者のさと 栄村・秋山郷 栄村震災復興祈念館”.   栄村秋山郷観光協会. 2018年6月3日閲覧。
14. ↑  「長野・栄村「復興元年」目指す 大地震から1年」『日本経済新聞』日本経済新聞社、2010年3月10日。2018年6月3日閲覧。
15. ↑  “信越トレイル”. 信越トレイル. 2024年10月6日閲覧。
16. ↑  “湯沢～清津峡～津南～森宮野原駅線（平日時刻表）” (PDF). 津南・十日町地区.   南越後観光バス. 2025年5月10日閲覧。
17. ↑  “湯沢～清津峡～津南～森宮野原駅線（土休日時刻表）” (PDF). 津南・十日町地区.   南越後観光バス. 2025年5月10日閲覧。
18. ↑  “津南小学校～津南病院～津南～森宮野原駅～百ノ木線（平日時刻表）” (PDF). 津南・十日町地区.   南越後観光バス. 2025年5月10日閲覧。
19. ↑  “津南小学校～津南病院～津南～森宮野原駅～百ノ木線（土休日時刻表）” (PDF). 津南・十日町地区.   南越後観光バス. 2025年5月10日閲覧。

### 利用状況
1. 1 2  各駅の乗車人員（2023年度） - 東日本旅客鉄道
2. ↑  各駅の乗車人員（2000年度） - 東日本旅客鉄道
3. ↑  各駅の乗車人員（2001年度） - 東日本旅客鉄道
4. ↑  各駅の乗車人員（2002年度） - 東日本旅客鉄道
5. ↑  各駅の乗車人員（2003年度） - 東日本旅客鉄道
6. ↑  各駅の乗車人員（2004年度） - 東日本旅客鉄道
7. ↑  各駅の乗車人員（2005年度） - 東日本旅客鉄道
8. ↑  各駅の乗車人員（2006年度） - 東日本旅客鉄道
9. ↑  各駅の乗車人員（2007年度） - 東日本旅客鉄道
10. ↑  各駅の乗車人員（2008年度） - 東日本旅客鉄道
11. ↑  各駅の乗車人員（2009年度） - 東日本旅客鉄道
12. ↑  各駅の乗車人員（2010年度） - 東日本旅客鉄道
13. ↑  各駅の乗車人員（2011年度） - 東日本旅客鉄道
14. ↑  各駅の乗車人員（2012年度） - 東日本旅客鉄道
15. ↑  各駅の乗車人員（2013年度） - 東日本旅客鉄道
16. ↑  各駅の乗車人員（2014年度） - 東日本旅客鉄道
17. ↑  各駅の乗車人員（2015年度） - 東日本旅客鉄道
18. ↑  各駅の乗車人員（2016年度） - 東日本旅客鉄道
19. ↑  各駅の乗車人員（2017年度） - 東日本旅客鉄道
20. ↑  各駅の乗車人員（2018年度） - 東日本旅客鉄道
21. ↑  各駅の乗車人員（2019年度） - 東日本旅客鉄道
22. ↑  各駅の乗車人員（2020年度） - 東日本旅客鉄道
23. ↑  各駅の乗車人員（2021年度） - 東日本旅客鉄道
24. ↑  各駅の乗車人員（2022年度） - 東日本旅客鉄道